# Еліта (роман)
«Еліта» (англ. The Elite) – антиутопічний роман письменниці Кіри Касс, продовження роману «Відбір». Книга вперше опублікована 23 квітня 2013 року. Роман продовжує сюжетну лінію попереднього – історію Америки Сінгер з родини художників та музикантів, відібраної в число 35 дівчат-претенденток на шлюб з принцом і титул майбутньої королеви держави. Продовження циклу, роман під назвою «Єдина», вийшов 2014 року.

## Анотація
Спочатку їх було тридцять п'ять. Тепер залишилося всього шість. Це Еліта. І битва за серце принца Максона розгорається з ще більшою силою. Але чим ближче Америка Сінгер до того, щоб завоювати корону, тим частіше постає перед нею питання: кому насправді належить її серце — Максону чи Аспену? Адже кожна хвилина, проведена з принцом, схожа на дивовижну казку. Однак при зустрічі з Аспеном, який став королівським гвардійцем, дівчина згадує про те, як вони з коханим будували плани про спільне життя. І поки героїня намагається розібратися у своїх почуттях, час невблаганно біжить вперед і працює проти неї.

## Герої
- Америка Сінгер — головна героїня і оповідач роману, член еліти, змагається за руку принца Максона. Америці 18 років, у неї вогненно-руде волосся і крижані блакитні очі.
- Максон Шрів — принц  Іллеї, він повинен у загальному підсумку обрати з еліти майбутню дружину.
- Аспен Ладжер — гвардієць і колишній коханий Америки. У нього темне волосся, раніше він був шісткою.
- Марлі Темс — член еліти і найкраща подруга Америки, таїть у собі таємницю. Вона блондинка.
- Крісс Емберс — член еліти. У неї каштанове волосся, вона трійка. Америка помічає, що Крісс стає ближчою до Максону протягом всієї книги.
- Еліза Віскс — член еліти, яка має родинні зв'язки з Новою Азією, країною, з якою Іллея знаходиться в стані війни.
- Наталі Лука — член еліти, у якої в сім'ї сталася трагедія (її сестра загинула від рук повстанців). Вона блондинка і розглядається Америкою як людина, у якої голова в хмарах.
- Селеста Ньюсом — член еліти, двійка, працювала моделлю. Вона та Америка не ладнають і часто перебувають у конфліктах.
- Кларксон Шрів — Король Іллеї, батько Максона. Дівчата страшаться його, коли він злиться. Америка не любить його.
- Емберлі Шрів — Королева Іллеї, мати Максона. Вона з півдня і була четвіркою, поки не вийшла заміж за короля Кларксона. Вона описується Америкою, як добра.
- Картер Вудворк — колишній гвардієць. Став вісімкою після того, як про його роман з Марлі Темс дізнався увесь палац.

## Критика
Видавництво Publishers Weekly охарактеризувало роман як «приємну, чисту, романтичну радість для читачів», незважаючи на «трохи тривалі метання» героїні. RT Book Reviews дав романові 4 бали з 5 і зазначив захоплюючий сюжет і деякі непередбачувані повороти. Kirkus Reviews дав роману невисоку оцінку (, так само як і «Відбору»), посилаючись на нелогічність епізодів з нападами на палац і непродуманість загального устрою та історії світу книги.